# Let Her Go (пісня Passenger)
Let Her Go — пісня англійського співака та автора пісень Passenger, представлена 24 липня 2012 року як другий сингл з четвертого альбому «All the Little Lights». Записана на студії Linear Recording у Сіднеї, співпродюсерами стали Майк Розенбергом (він же Passenger) і Кріс Вальєхо. У записі взяли участь австралійські музиканти Стю Ларсен, Джорджія Муні, Стю Хантер, Кемерон Анді та Гленн Вілсон.
Пісня стала хітом, досягнувши міжнародного успіху та очоливши хіт-паради багатьох країн світу. Станом на липень 2014 року було продано понад мільйон цифрових копій у Великій Британії та понад чотири мільйони — в США. 2014 року пісня була номінована на премію Brit Award як британський сингл року, а Passenger здобув нагороду Айвора Новелло.

## Огляд
Важливою складовою пісні «Let Her Go» є приспів, який повторюється п'ять разів. Друга половина фінального приспіву виконується а капела. Включаючи акустичну гітару та вокал Розенберга, бек-вокал, фортепіано, барабани, бас і струнні, пісня є інструментально різноманітною та виконується в тональності соль мажор.

## Комерційний успіх

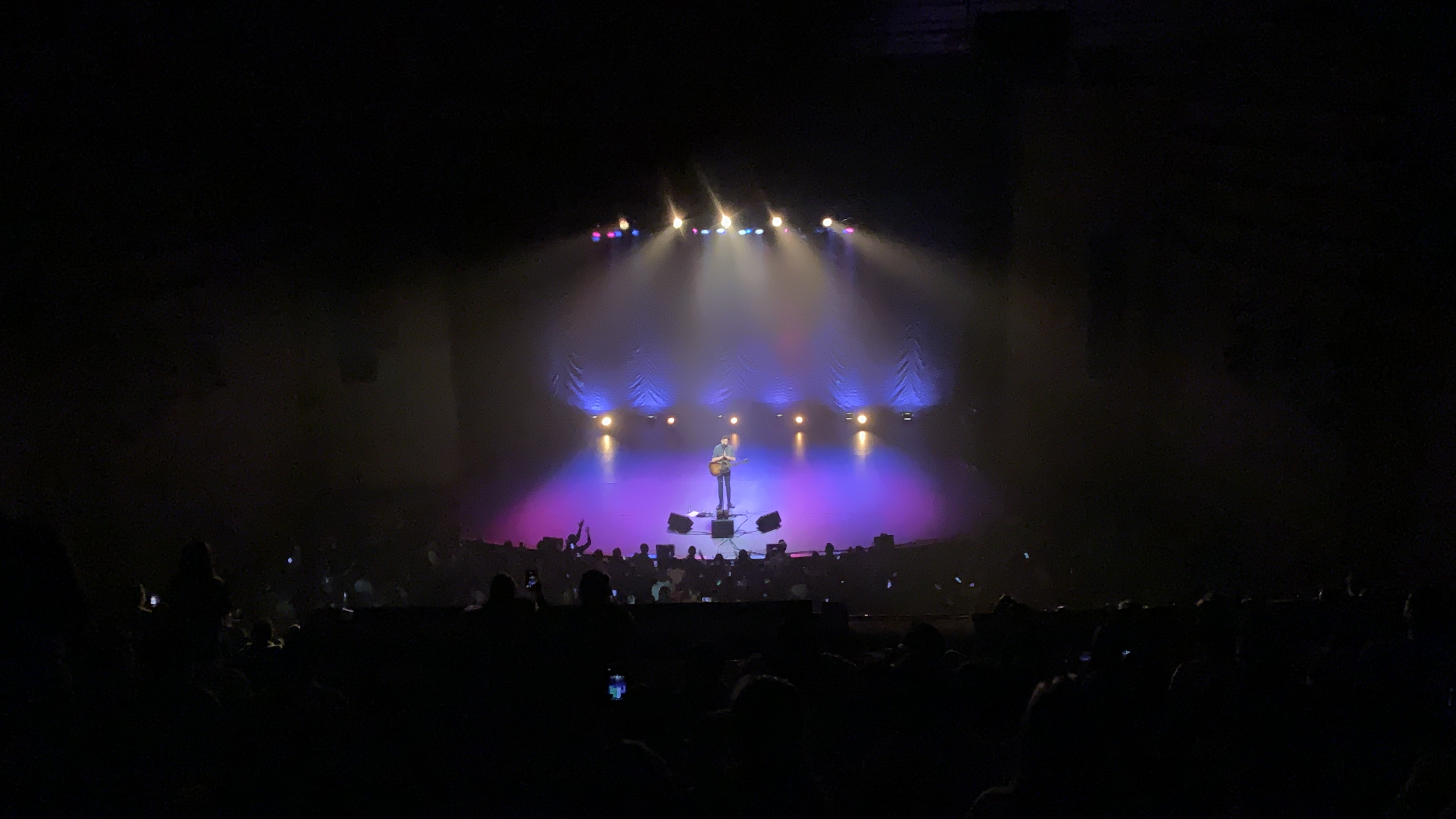
Passenger виконує «Let Her Go» наживо в Боготі, Колумбія, під час свого Runaway Tour.

«Let Her Go» вийшов у липні 2012 року як другий сингл з третього альбому Passenger «All the Little Lights». Пісня спершу стала хітом у Нідерландах після того, як голландський фанат Дейв надіслав електронний лист Passenger, висловивши бажання представити пісню деяким нідерландським радіостанціям, стверджуючи, що вона може стати там хітом. Це призвело до того, що пісня стала популярною на голландських станціях і отримала величезний комерційний успіх у голландської публіки. У листопаді 2012 року сингл посів друге місце в нідерландському топ-40 і пробув на цій позиції чотири тижні поспіль. Наступного місяця того ж року пісня очолила цей хіт-парад.
Після успіху в Нідерландах, «Let Her Go» досягла першого місця в Австралії, Австрії, Бельгії, Чехії, Данії, Фінляндії, Німеччині, Греції, Ірландії, Ізраїлі, Італії, Люксембурзі, Мексиці, Новій Зеландії, Норвегії, Словаччині, Швеції і Швейцарії, другого — у Великій Британії, п'ятого — у США в Billboard Hot 100 і очолила чарт Billboard Hot Rock Songs.

## Музичне відео
Музичне відео було представлено 25 липня 2012 року, режисером і продюсером виступили австралійський відеохудожник Дейв Дженсен і Tavic. У ньому зображено сцену, яку готують до концерту Passenger, з кадрами власне його виступу з оркестром та кадрами реакції присутніх глядачів.
Станом на липень 2021 року відео отримало понад 3 мільярди переглядів YouTube, що робить його 23-м за кількістю переглядів відео всіх часів на сайті.

## Переклад українською
Еквіритмічний переклад українською було оприлюднено 27 березня 2025 року Пузиренком Олександром.

## Список пісень
| Цифрове промо | Цифрове промо | Цифрове промо |
| #             | Назва         | Тривалість    |
| ------------- | ------------- | ------------- |
| 1.            | «Let Her Go»  | 4:13          |

| CD сингл | CD сингл                        | CD сингл   |
| #        | Назва                           | Тривалість |
| -------- | ------------------------------- | ---------- |
| 1.       | «Let Her Go» (альбомна версія)  | 4:12       |
| 2.       | «Let Her Go» (акустична версія) | 4:27       |

| Цифрове завантаження | Цифрове завантаження            | Цифрове завантаження |
| #                    | Назва                           | Тривалість           |
| -------------------- | ------------------------------- | -------------------- |
| 1.                   | «Let Her Go»                    | 4:13                 |
| 2.                   | «Let Her Go» (акустична версія) | 4:27                 |
| 3.                   | «Let Her Go» (концертна версія) | 4:05                 |

## Чарти
| Чарт (2012–21)                                  | Найвища позиція |
| ----------------------------------------------- | --------------- |
| Австралія (ARIA)                                | 1               |
| Австрія (Ö3 Austria Top 75)                     | 1               |
| Бельгія (Ultratop Flanders)                     | 1               |
| Бельгія (Ultratop Wallonia)                     | 11              |
| Канада (Canadian Hot 100)                       | 5               |
| Чехія (IFPI)                                    | 1               |
| Чехія (Singles Digitál Top 100)                 | 22              |
| Данія (Tracklisten)                             | 1               |
| Європа (Euro Digital Songs)                     | 2               |
| Фінляндія (Suomen virallinen lista)             | 1               |
| Франція (SNEP)                                  | 6               |
| Німеччина (Media Control AG)                    | 1               |
| Germany (Airplay Chart)                         | 1               |
| Greece Digital Songs (Billboard)                | 1               |
| Global 200 (Billboard)                          | 191             |
| Global Excl. US (Billboard)                     | 162             |
| Угорщина (Single Top 40)                        | 18              |
| Ірландія (IRMA)                                 | 1               |
| Ізраїль (Media Forest)                          | 2               |
| Італія (FIMI)                                   | 1               |
| Lebanon (The Official Lebanese Top 20)          | 3               |
| Luxembourg Digital Songs (Billboard)            | 1               |
| Malaysia (Malay Muzik Official Chart)[джерело?] | 1               |
| Mexico Ingles Airplay (Billboard)               | 1               |
| Нідерланди (Dutch Top 40)                       | 1               |
| Нідерланди (Mega Single Top 100)                | 2               |
| Нова Зеландія (RIANZ)                           | 1               |
| Норвегія (VG-lista)                             | 1               |
| Польща (Polish Airplay Top 100)                 | 4               |
| Portugal Digital Songs (Billboard)              | 4               |
| Шотландія (Official Charts Company)             | 2               |
| Словаччина (IFPI)                               | 2               |
| Словаччина (Singles Digitál Top 100)            | 51              |
| Slovenia (SloTop50)                             | 5               |
| Іспанія (PROMUSICAE)                            | 3               |
| Швеція (Sverigetopplistan)                      | 1               |
| Швейцарія (Media Control AG)                    | 1               |
| Велика Британія (Official Charts Company)       | 2               |
| Велика Британія (UK Indie Chart)                | 1               |
| США (Billboard Hot 100)                         | 5               |
| США (Hot Rock Songs) (Billboard)                | 1               |
| США (Adult Contemporary) (Billboard)            | 1               |
| США (Adult Top 40) (Billboard)                  | 1               |
| США (Mainstream Top 40) (Billboard)             | 8               |
| Venezuela Pop Rock General (Record Report)      | 1               |

| Чарт (2012)                  | Позиція |
| ---------------------------- | ------- |
| Belgium (Ultratop Flanders)  | 44      |
| Netherlands (Dutch Top 40)   | 57      |
| Netherlands (Single Top 100) | 16      |

| Чарт (2013)                               | Позиція |
| ----------------------------------------- | ------- |
| Australia (ARIA)                          | 3       |
| Austria (Ö3 Austria Top 40)               | 4       |
| Belgium (Ultratop Flanders)               | 12      |
| Belgium (Ultratop Wallonia)               | 25      |
| Canada (Canadian Hot 100)                 | 61      |
| France (SNEP)                             | 23      |
| Germany (Media Control Charts)            | 5       |
| Israel international songs (Media Forest) | 5       |
| Italy (FIMI)                              | 20      |
| Netherlands (Dutch Top 40)                | 30      |
| Netherlands (Single Top 100)              | 23      |
| New Zealand (Recorded Music NZ)           | 6       |
| Slovenia (SloTop50)                       | 6       |
| Spain (PROMUSICAE)                        | 6       |
| Sweden (Sverigetopplistan)                | 2       |
| Switzerland (Schweizer Hitparade)         | 4       |
| UK Singles (Official Charts Company)      | 4       |
| US Billboard Hot 100                      | 97      |
| US Adult Top 40 (Billboard)               | 32      |
| US Hot Rock Songs (Billboard)             | 16      |

| Чарт (2014)                       | Позиція |
| --------------------------------- | ------- |
| Belgium (Ultratop Wallonia)       | 88      |
| Canada (Canadian Hot 100)         | 20      |
| France (SNEP)                     | 133     |
| Italy (FIMI)                      | 8       |
| Netherlands (Single Top 100)      | 58      |
| Slovenia (SloTop50)               | 38      |
| Sweden (Sverigetopplistan)        | 55      |
| Switzerland (Schweizer Hitparade) | 52      |
| US Billboard Hot 100              | 19      |
| US Hot Rock Songs (Billboard)     | 4       |
| US Adult Contemporary (Billboard) | 5       |
| US Adult Top 40 (Billboard)       | 15      |
| US Mainstream Top 40 (Billboard)  | 37      |

| Чарт (2015)  | Позиція |
| ------------ | ------- |
| Italy (FIMI) | 98      |

| Чарт (2016)   | Позиція |
| ------------- | ------- |
| France (SNEP) | 173     |

| Чарт (2010—2019)                     | Позиція |
| ------------------------------------ | ------- |
| Australia (ARIA)                     | 9       |
| Germany (Official German Charts)     | 26      |
| Israel                               | 6       |
| UK Singles (Official Charts Company) | 19      |
| US Hot Rock Songs (Billboard)        | 32      |

| Чарт                                 | Позиція |
| ------------------------------------ | ------- |
| US Adult Pop Songs (Billboard)       | 48      |
| UK Singles (Official Charts Company) | 80      |

## Сертифікації
| Регіон | Сертифікація  | Продажі   |
| --- | ------------- | --------- |
| Австралія (ARIA) | 7× Платиновий | 490 000^  |
| Австрія (IFPI Austria) | Платиновий    | 30 000*   |
| Бельгія (BEA) | 2× Платиновий | 40 000    |
| Канада (Music Canada) | Діамантовий   | 800 000   |
| Данія (IFPI Denmark) | Платиновий    | 30 000^   |
| Німеччина (BVMI) | Платиновий    | 300 000^  |
| Італія (FIMI) | 6× Платиновий | 300 000   |
| Нідерланди (NVPI) | Платиновий    | 20 000^   |
| Нова Зеландія (RIANZ) | 2× Платиновий | 30 000*   |
| Норвегія (IFPI Norway) | 2× Платиновий | 20 000*   |
| Іспанія (PROMUSICAE) | 2× Платиновий | 80 000    |
| Швеція (IFPI Sweden) | 5× Платиновий | 200 000   |
| Швейцарія (IFPI Switzerland) | 3× Платиновий | 90 000^   |
| Велика Британія (BPI) | 4× Платиновий | 2 400 000 |
| США (RIAA) | 6× Платиновий | 6 000 000 |
| Данія (IFPI Denmark) | 6× Платиновий | 180 000^  |
| *продажі, що базуються лише на сертифікаціях · ^відвантаження, що базуються лише на сертифікаціях · продажі+прослуховування, що базуються лише на сертифікаціях |               |           |

## Історія випуску
| Країна          | Дата релізу      | Формат                 |
| --------------- | ---------------- | ---------------------- |
| США             | 24 липня 2012    | Цифрове завантаження   |
| Європа          | 5 листопада 2012 | Цифрове завантаження   |
| Велика Британія | 25 лютого 2013   | CD                     |
| США             | 24 вересня 2013  | Contemporary hit radio |
| Canada          | 13 травня 2013   | Contemporary hit radio |